# Jerzy Kierśnicki
Jerzy Kierśnicki (ur. 25 sierpnia 1897 w Dorpacie w Estonii, zm. wiosną 1940 w Katyniu) – porucznik piechoty rezerwy Wojska Polskiego, kawaler Krzyża Walecznych, ofiara zbrodni katyńskiej.

## Życiorys
Syn Tadeusza i Marii z Taubertów. Absolwent 18 klasy Szkoły Podchorążych Piechoty w Warszawie (starszeństwo z dniem 1 lutego 1920 i 84 lokatą), w roku 1920. W stopniu podporucznika piechoty służył w dowództwie 1 Dywizji Wielkopolskiej gen. Konarzewskiego. 4 grudnia 1920 został przeniesiony do poznańskiego batalionu etapowego nr IV. Następnie skierowany do Dowództwa miasta Warszawy. 14 czerwca 1921 rozkazem L.1713 został wcielony do 57 pułku piechoty.
Zwolniony do rezerwy po zakończeniu działań wojennych. W 1924 był podporucznikiem rezerwy 42 pułku piechoty. 19 marca 1939 awansował do stopnia porucznika rezerwy. Podlegał pod P.K.U. Białystok.
W okresie międzywojennym zasiadał w Komitecie Jubileuszowym 35-lecia A.K. Rauera. W 1933 był kierownikiem Ekspozytury w Białymstoku Izby Przemysłowo-Handlowej w Wilnie. Przed wybuchem wojny był prezesem Izby Handlowo-Przemysłowej w Białymstoku.
W kampanii wrześniowej wzięty do niewoli radzieckiej. Według stanu na kwiecień 1940 był jeńcem obozu w Kozielsku. Między 3 a 5 kwietnia 1940 przekazany do dyspozycji naczelnika smoleńskiego obwodu NKWD – lista wywózkowa bez numeru, poz. 32 z 2.04.1940. Został zamordowany między 4 a 7 kwietnia 1940 przez NKWD w lesie katyńskim. Zidentyfikowany podczas ekshumacji prowadzonej przez Niemców w 1943, zapis w dzienniku ekshumacji pod datą 16.05.1943. Przy szczątkach w mundurze oficerskim znaleziono wizytówki, dowód osobisty, list (nadawca Lidia Kierśnicka, Białystok, ul. Fabryczna 25/2), telegram, legitymację Izby Handlowej z Białegostoku. Figuruje na liście AM-228-2296 i liście Komisji Technicznej PCK pod numerem: GARF-84-02296. Nazwisko Kierśnickiego znajduje się na liście ofiar (pod nr 2296) opublikowanej w Gońcu Krakowskim nr 137 i w Nowym Kurierze Warszawskim nr 141 z 1943.
Mieszkał w Białymstoku, przy ul. Fabrycznej 25. Miał żonę Lidię.
5 października 2007 minister obrony narodowej Aleksander Szczygło mianował go pośmiertnie na stopień kapitana. Awans został ogłoszony 9 listopada 2007, w Warszawie, w trakcie uroczystości „Katyń Pamiętamy – Uczcijmy Pamięć Bohaterów”.
Dąb Pamięci zasadzony w Białymstoku

## Ordery i odznaczenia
- Krzyż Walecznych dwukrotnie
- Krzyż Kampanii Wrześniowej – pośmiertnie 1 stycznia 1986[15]